# Kiyoshi Abe
Kiyoshi Abe (jap. 阿部巨史 Abe Kiyoshi; ur. 26 kwietnia 1947) – japoński zapaśnik walczący w stylu wolnym. Olimpijczyk z Monachium 1972, gdzie zajął czwarte miejsce w kategorii 62 kg.
Wicemistrz świata w 1970; trzeci w 1971. Srebrny medalista igrzysk azjatyckich w 1970 roku.